# Brandbärsberget
Brandbärsberget är ett naturreservat i Åsele kommun i Västerbottens län.
Området är naturskyddat sedan 2001 och är 103 hektar stort. Reservatet omfattar en nordostsluttning av Fäbodberget, våtmarker öster därom och en mindre höjd i sydost. Reservatet består av gammal granskog.